# Alicante (pokrajina)
Alicante (valencijski: Alacant) je španjolska provincija, na južnom dijelu autonomne zajednice Valencijska Zajednica.
U pokrajini živi 1.868.438 stanovnika (1. siječnja 2014.), a prostire se na 5.816 km². Pokrajine je dobila naziv prema svome glavnom gradu Alicanteu. Službeni jezici su španjolski i valencijsko narječje.
Gradovi s više od 50.000 stanovnika u pokrajini su: Alicante (322.673), Elche (222.422), Torrevieja (94.006), Orihuela (80.468), Benidorm (69.058 inhab.), Alcoy (60.700), i Elda (55.289).

## Vanjske poveznice
- Službene stranice